# Châbons
Châbons ist eine französische Gemeinde mit 2.152 Einwohnern (Stand: 1. Januar 2022) im Département Isère in der Region Auvergne-Rhône-Alpes; sie gehört administrativ zum Arrondissement La Tour-du-Pin und ist Teil des Kantons Le Grand-Lemps. Die Einwohner werden Châbonnais genannt.

## Geografie
Châbons befindet sich etwa 58 Kilometer südöstlich von Lyon und etwa 36 Kilometer nordwestlich von Grenoble. Auf der Südgrenze der Gemeinde liegt die Quelle des Bourbre. Umgeben wird Châbons von den Nachbargemeinden Montrevel im Norden, Blandin im Norden und Nordosten, Burcin im Osten und Südosten, Colombe und Le Grand-Lemps im Süden, Longechenal im Südwesten sowie Bizonnes im Westen.
Durch die Gemeinde führt die Autoroute A48.

## Bevölkerungsentwicklung
| Jahr                       | 1962 | 1968 | 1975 | 1982 | 1990 | 1999 | 2006 | 2017 |
| -------------------------- | ---- | ---- | ---- | ---- | ---- | ---- | ---- | ---- |
| Einwohner                  | 1261 | 1178 | 1202 | 1282 | 1371 | 1485 | 1701 | 2075 |
| Quellen: Cassini und INSEE |      |      |      |      |      |      |      |      |

## Sehenswürdigkeiten

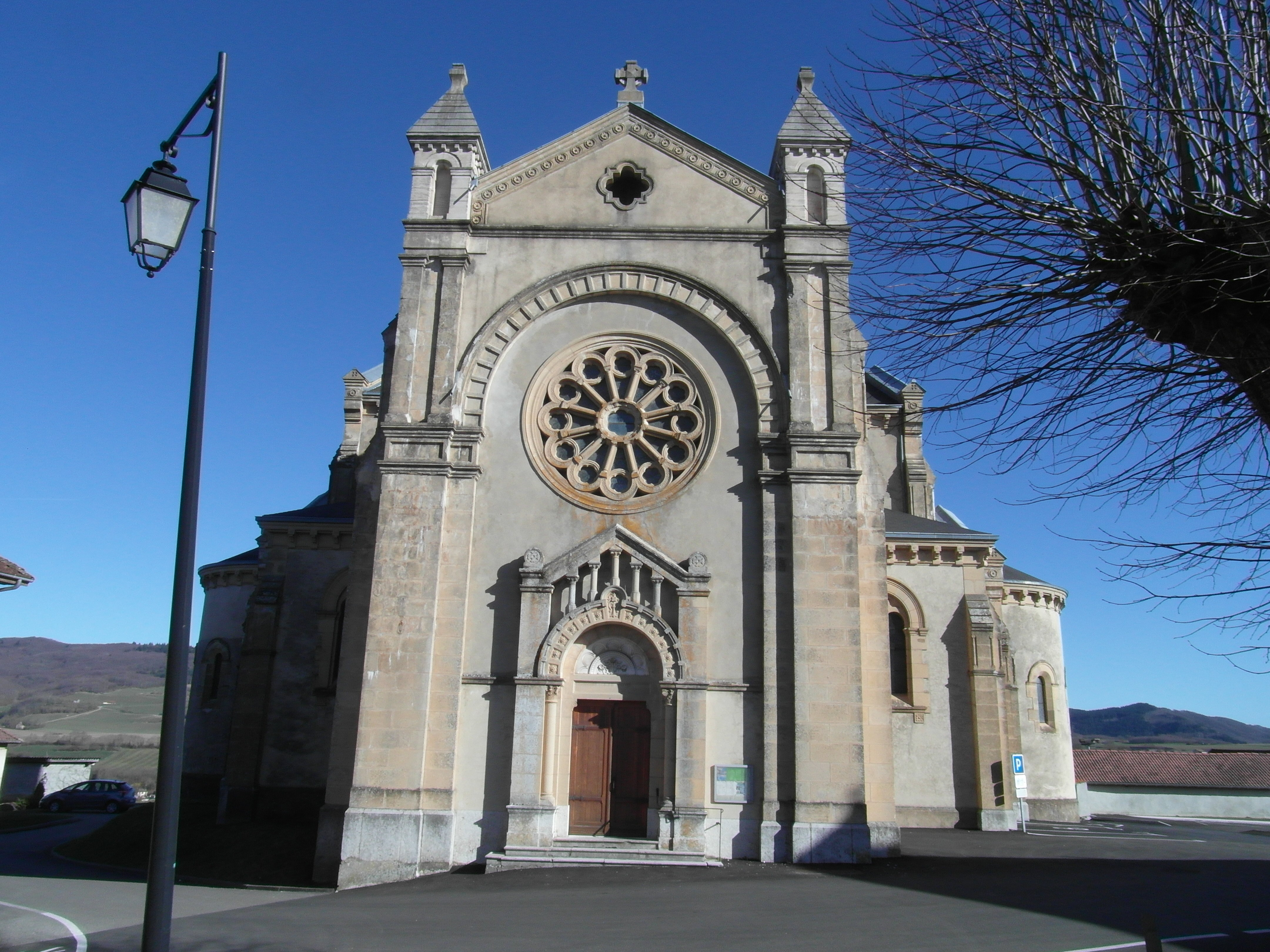
Kirche Saint-Didier-Sainte-Catherine

- Kirche Saint-Didier-Sainte-Catherine
- Schloss Pupetières: Der Name Chabuen wird erstmals 1172 erwähnt. 1222 erbaut die Familie de Virieu eine erste Burg als Zentrum ihrer Herrschaft. Das von Eugène Viollet-le-Duc neugotisch renovierte Schloss Pupetières gehört bis heute den Marquis de Virieu.

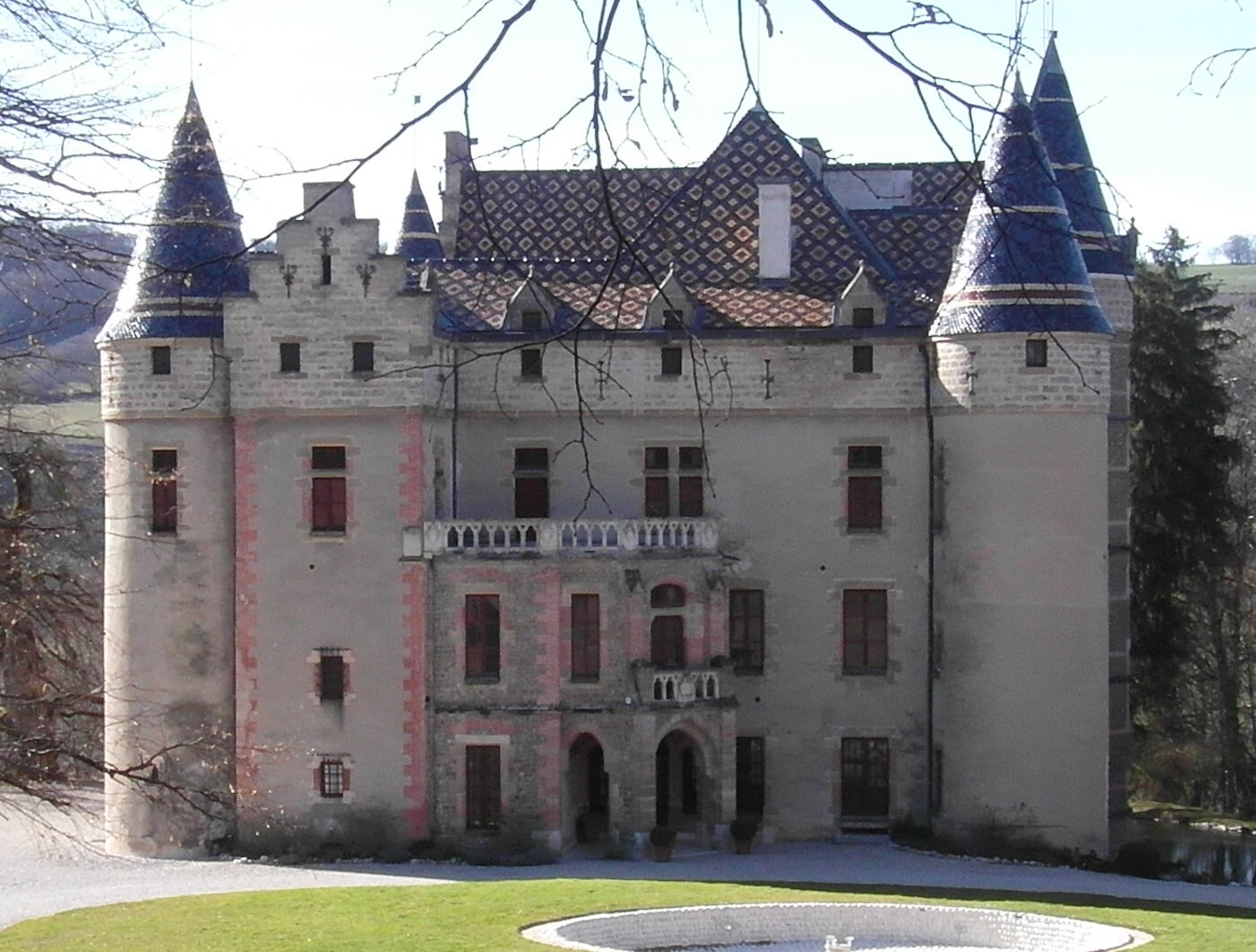
Schloss Pupetières

- Gutshof

## Persönlichkeiten
- Flo Ankah (alias Florence Annequin, * 1983), Schauspielerin und Sängerin